# Nigramma dorsalis
Nigramma dorsalis là một loài bướm đêm trong họ Noctuidae.